# История Камбоджи

Камбоджа на карте мира

Современная Камбоджа — расположена на территории многих древних государств. Известно о существовании кхмерского государства ещё в I веке Нашей эры.
Современное Королевство Камбоджа сформировалось в нынешней территории на рубеже XX века, но окончательно оформилось лишь во второй его половине.
Археологические исследования доказывают, что на территории современной Камбоджи имелись поселения человека ещё в эпоху верхнего палеолита. Считается, что переход к мезолиту произошёл в 14-м тыс. до н. э. (хоабиньская культура). С 7-го тыс. до н. э. распространяются неолитические культуры. В период позднего неолита (6-5 тыс. до н. э.) в долинах рек появляются крупные земледельческие поселения. Население этого времени относят к австроазиатам, этнически близким к современным горным кхмерам. Они занимались подсечно-огневым земледелием в горных районах и орошаемых долинах. Уже в 4 тыс. до н. э. здесь выплавляли медь, в конце 3 тыс. до н. э. появилась бронза. В эпоху позднего бронзового века использовались мотыга и плуг с бронзовыми лезвиями, металлические серпы. В гончарном ремесле использовался гончарный круг. Было развито ткачество. На рубеже Новой эры начали развиваться торговые и культурные связи с сопредельными территориями, главным образом с Индией. Считается, что формирование ранних государств на территории современной Камбоджи произошло под влиянием индийской культуры.

## Государство Бапном (Фунань) (68—550гг.)

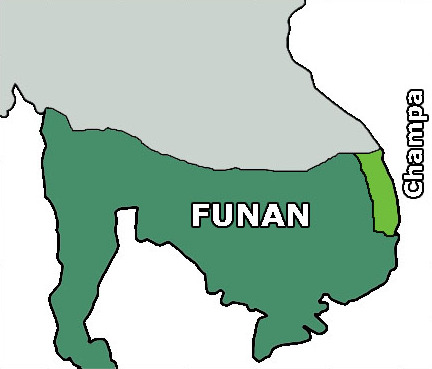
Бапном и Тямпа

Бапном — первое кхмерское государство, занимавшее юго-восточную часть современной Камбоджи, в дельте реки Меконг. Первоначально в состав территории Бапнома входили земли от озера Тонлесап до устья Меконга. Впоследствии, в результате завоеваний, эта территория была существенно расширена. Столица — Вадхьяпура. Государство Бапном существовало в I—V веках н. э.
В районе Пхум Снай (Phum Snay) в пяти погребениях I—V веков нашли 35 скелетов, в том числе пять женщин, захороненных с воинским инвентарём.
У человека с южноазиатской примесью в 40-50 % с кладбища Ват Комноу (Vat Komnou) в Ангкор-Борее (Angkor Borei), жившего в начале 1-го тысячелетия (95%-й доверительный интервал — 78—234 гг., калиброванная дата), определили Y-хромосомную гаплогруппу O1b-M268>O1b1-K18>O1b1a>Y9032 и митохондриальную гаплогруппу R30 (субклад R30 является автохтонным в Индии).

## Ченла (550—802гг.)

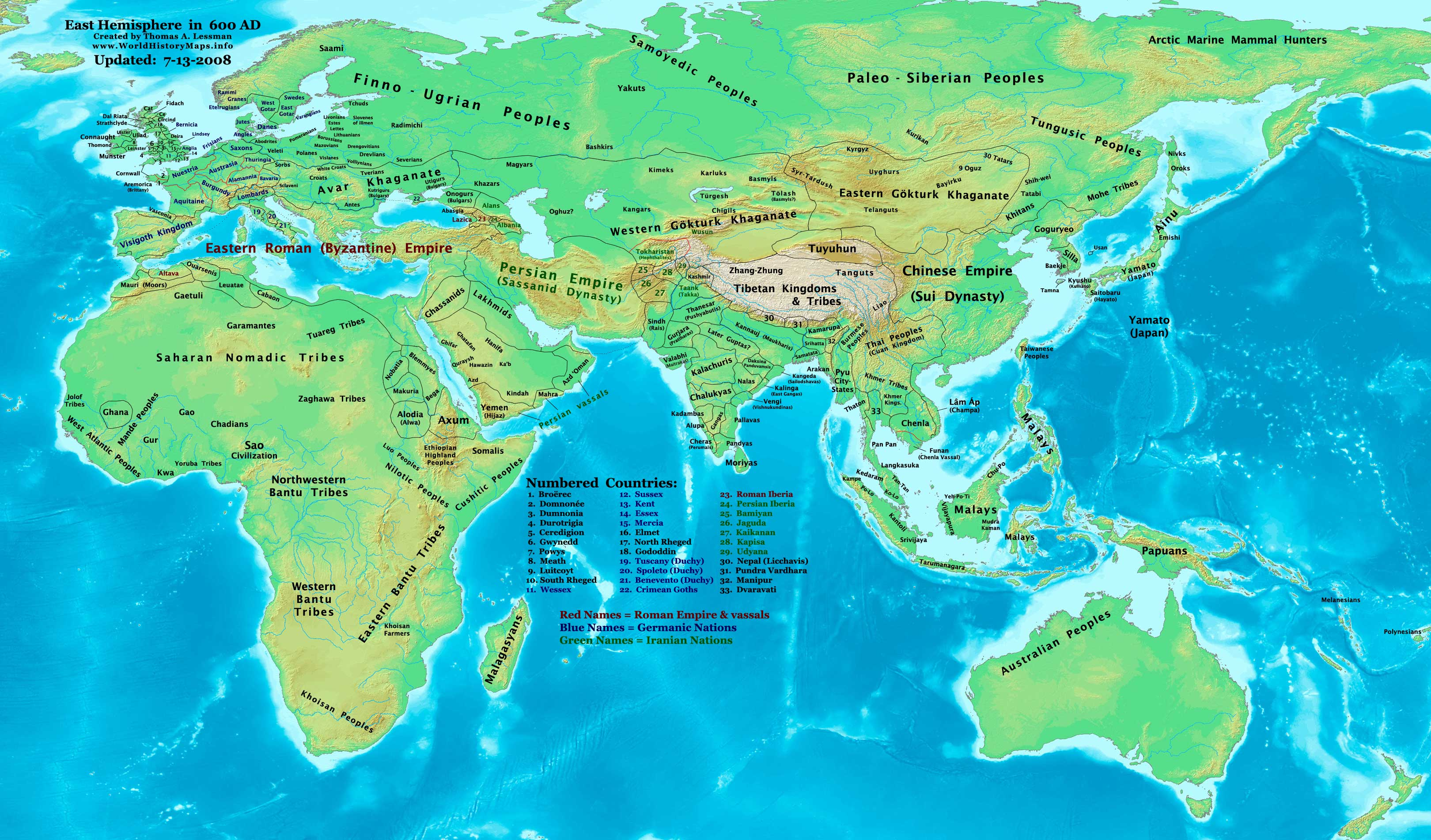
Ченла (Chenla) и Бапном (Funan) около 600 г.

Государство Ченла первоначально было одним из вассальных государств на территории Бапном. В конце VI века Бапном постепенно приходит в упадок, в то время, как Ченла укрепляется и постепенно завоёвывает практически всю территорию Бапном.
Впоследствии Ченла разделилась на два государства: Северное (Ченла Земли) и Южное (Ченла Воды). Центр Ченлы Земли находился на территории нынешней лаосской провинции Тямпасак, а прибрежные районы и дельта Меконга принадлежали Ченле Воды.

## Ангкорский период (802—1431)

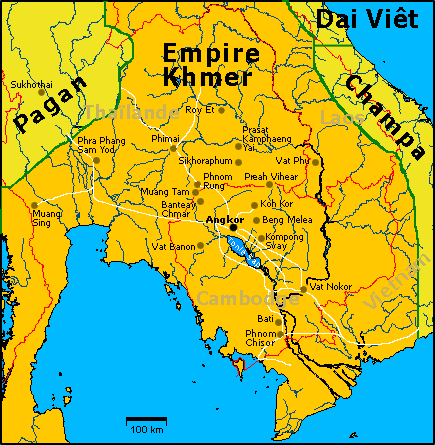
Империя Камбуджадеша в XII в.

Период расцвета крупного феодального государства Камбуджадеша на территории Индокитая, объединённого вокруг древней кхмерской столицы Ангкор. В литературе также именуется, как Кхмерская империя или Ангкорское королевство.
Существовало в IX—XIII веках и включало в себя территории современных Камбоджи, Таиланда и Лаоса.

## Послеангкорский период (1431—1863)
В XIV веке Кхмерская империя постепенно теряет своё могущество. Это связано с появлением мощного соперника — тайского государства Аютия.
В 1353 году тайская армия захватывает Ангкор. Впоследствии город несколько раз освобождается и вновь захватывается. В результате непрекращающихся столкновений с Аютией в 1431 году столица была перенесена в Пномпень.

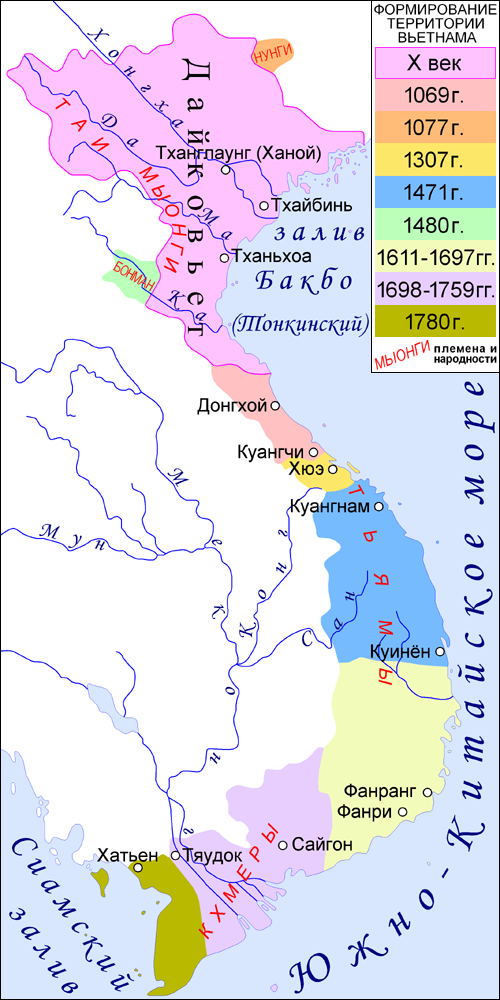
Захват Дайвьетом Тямпы и юга Камбоджи в XV—XVIII в.

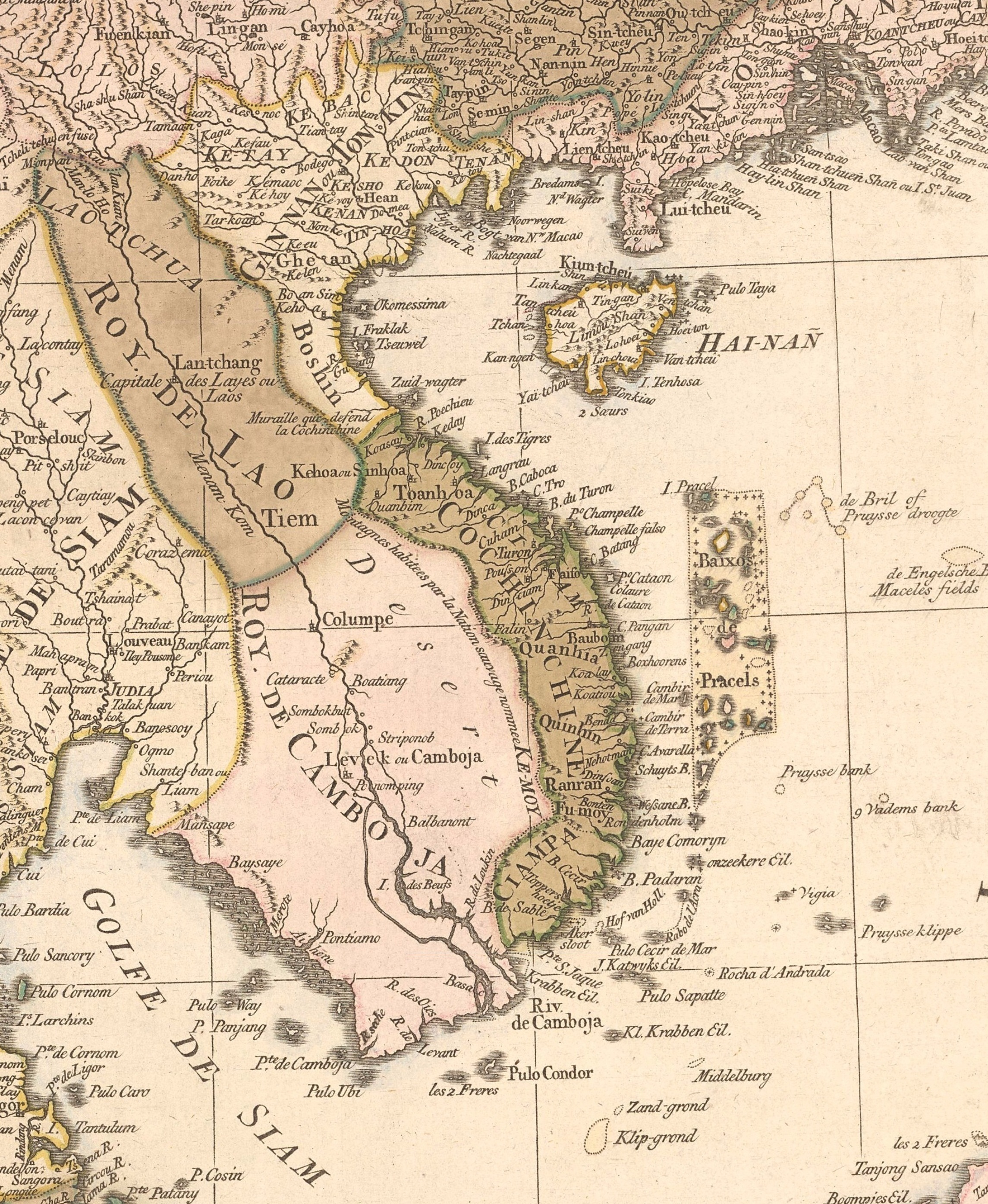
Карта Индокитая XVIII века, опубликованная в Амстердаме ок. 1760 года.

С этого момента и до середины XIX века страну раздирают междоусобицы и постоянная борьба с Аютией (Сиамом), а затем и с Дайвьетом (Вьетнамом). При этом, камбоджийские монархи иногда прибегают к помощи крупнейших морских держав: Испании, Португалии а позже Франции.
Периоды процветания страны сменялись периодами упадка. При этом, создавались новые династические линии, столицей государства становились Ловек, Шрисофур и Удонг.

## Колониальная Камбоджа (1863—1953)

### Утрата независимости
11 августа 1863 года, стремясь избавиться от вмешательства Сиама, король Нородом (прав. 1860—1904) подписал с Францией тайный договор о французском протекторате над Камбоджей. Это вызвало противодействие Сиама, однако 3 марта 1864 года французские войска заняли столицу. Над королевским дворцом был водружён французский флаг. Договор о протекторате был ратифицирован. С этого момента Камбоджа утратила независимость.
В 1866 году столица страны была перенесена в Пномпень. В 1867 году Франция и Сиам подписали соглашение о разделе Камбоджи, в результате которого к Сиаму отошли провинции Баттамбанг и Ангкор, однако в начале XX века эти провинции были возвращены в результате франко-сиамских войн и последующих договоров (1904, 1907).
Под давлением Франции в конце 70-х годов XIX века в Камбодже были осуществлены политические реформы, существенно ограничившие власть короля. Был учреждён Верховный суд, однако его юрисдикция не распространялась на европейцев. Колониальная администрация постепенно концентрировала у себя всё больше властных полномочий. Это вызывало недовольство населения и в начале 80-х годов XIX века по стране прокатилась волна восстаний, которые были подавлены.

### В составе Индокитайского союза
17 октября 1887 года Камбоджа была официально включена в состав Индокитайского союза — объединения колониальных владений Франции в Индокитае, которым руководил генерал-губернатор. Королевская власть в Камбодже сохранилась, но король оказался полностью зависим от французской колониальной администрации.
Французский протекторат над Камбоджей имел определённые позитивные стороны. Так, ещё в конце 70-х годов XIX века в стране было отменено пожизненное рабство, создавались рыночные экономические и юридические институты. В то же время, французская администрация сосредоточила в своих руках фискальные функции, в результате чего король и его администрация оказались в полной финансовой зависимости от французских резидентов.
С 1897 года король фактически утратил рычаги государственного управления, оставаясь лишь главой буддисткого духовенства. Формально он издавал указы, но они становились действительными только после утверждения французским наместником.

#### Под французским протекторатом

Протекторат Камбоджа в составе Индокитайского Союза

После смерти короля Нородома престол занял Сисоват (правил в 1904—1927 годах), двор которого находился на содержании генерал-губернаторства. Фактически страной правил кабинет министров, который возглавлял французский наместник. Однако в 1913 году французская администрация начала вводить первые элементы парламентаризма: появилась т. н. консультативная ассамблея, часть членов которой избиралась. В том же году было установлено равенство перед законом кхмеров и европейцев.
Французский протекторат способствовал развитию городской и транспортной инфраструктуры, совершенствовались системы образования и здравоохранения. Так, с 1911 года существовал королевский лицей, носивший имя Сисовата и последующих королей — первое светское образовательное учреждение. В Камбодже появились и промышленные предприятия.
Появление рабочего класса способствовало и росту национального самосознания. На протяжении ряда лет в различных провинциях вспыхивали крестьянские восстания, а на рубеже 30-х годов уже появилось забастовочное движение. В 1930 году в была создана Коммунистическая партия Индокитая, а с 1935 года началось объединение национально-освободительных групп вокруг молодого лидера Сон Нгок Тханя. В этот период королём Камбоджи был Сисоват Монивонг (правил в 1927—1941 годах).

### В годы Второй мировой войны
Национально-освободительное движение заставило французскую администрацию пойти на многочисленные уступки. В 1940 году было принято решение заменить консультативную ассамблею Палатой народных представителей, депутаты которых избирались. Однако начало Второй мировой войны помешало дальнейшему развитию демократических процессов.
Первоначально, воспользовавшись слабостью Франции после поражения от Германии, свои претензии на Камбоджу предъявил Таиланд при поддержке Японии. Позднее Япония оккупировала территорию Камбоджи, превратив её в свою военную базу, хотя формально французский протекторат признавался и французская администрация действовала в соответствии с договором между Японией и правительством Виши. Лишь в начале 1945 года Япония полностью распустила французскую администрацию. При поддержке Японии в Камбодже было создано националистическое правительство во главе с Сон Нгок Тханем, которое просуществовало лишь несколько месяцев. После поражения Японии во Второй мировой войне французские войска вновь заняли территорию Камбоджи, а правительство Сон Нгок Тханя было арестовано.

### Путь к независимости
После капитуляции Японии в сентябре 1945 года в Камбодже была восстановлена французская колониальная администрация. В 1946 году Франция заключила с правительством короля Нородома Сианука (прав. 1941—1955, 1993—2004) временный договор об автономии в рамках Индокитайской Федерации. С этого момента в Камбодже началась активная политическая жизнь. В сентябре 1946 года состоялись выборы в Народную палату, в которых победила Демократическая партия Камбоджи. Правительство страны возглавил принц Ютевонг. В 1947 году была провозглашена конституция Камбоджи, как автономии в составе Французского союза и на её основе проведены новые выборы в Национальное собрание, которые также выиграла Демократическая партия, признававшая французский протекторат.
В тот же период возникло прокоммунистическое партизанское движение Кхмер Иссарак, добивавшееся полной независимости Камбоджи. Это движение нанесло существенный урон французским силам. В таких условиях Франция была вынуждена начать переговоры о предоставлении Камбодже независимости. В ноябре 1949 был подписан договор, согласно которому Франция признавала Камбоджу независимым государством, а Камбоджа, в свою очередь, добровольно присоединялась к Французскому союзу.
Этот договор вызвал раскол в камбоджийских политических кругах, против него выступило большинство членов Национального собрания, однако под нажимом Франции Национальное собрание было распущено.
Это способствовало активизации Кхмер Иссарак, которое контролировало часть территории страны и созвало в апреле 1950 Конгресс народных представителей. Так был образован Национальный фронт Камбоджи, предпочтительные позиции в котором занимали коммунисты, объединившиеся в феврале 1951 в Народно-революционную партию Камбоджи (НРПК). При этом, националисты оказались в оппозиции как официальной власти, так и Национальному фронту. Их лидер Сон Нгок Тхань со своей стороны создал на территории Таиланда антикоммунистическую и антифранцузскую боевую организацию Кхмер Серей.
В условиях фактической гражданской войны король Нородом Сианук в январе 1953 распустил Национальное собрание и ввёл чрезвычайное положение. При этом он объявил о стремлении к полной независимости страны, что способствовало замирению с повстанцами. Этому способствовала и личность Сианука, который отчасти разделял и националистические и социалистические взгляды.
В результате переговоров с Францией 9 ноября 1953 года было официально объявлено о прекращении деятельности французской администрации в Камбодже. В тот же день из Пномпеня были выведены французские войска. Этот день официально считается Днём независимости Камбоджи.
Однако и после этого на части территории французские и вьетнамские войска ещё оставались, а Камбоджа формально входила в состав Французского союза. Лишь в результате решений Женевской конференции 1954 года иностранные войска полностью покинули страну. 25 сентября 1955 Камбоджа заявила о выходе из Французского союза и, таким образом, независимость государства была полностью восстановлена.

## Новейшая история

### Первые годы после восстановления независимости
Молодой король Нородом Сианук, воодушевлённый достигнутыми успехами принял решение сложить с себя королевские полномочия, чтобы реально заняться политической деятельностью. 2 марта 1955 года он отрёкся от престола в пользу своего отца Нородома Сурамарита (прав. 1955—1960). Однако, фактически Сианук сохранил за собой управление страной, возглавив кабинет министров.
Сианук создал левоцентристское общественно-политическое объединение Народное социалистическое сообщество (Сангкум), объединившее большинство ведущих политических сил страны. Основной доктриной этого объединения стало создание в Камбодже национально-буддистского либерального социализма при сохранении монархии. Эти эклектические идеи, благодаря умелой пропаганде, позволили Сиануку уже к 1960 году объединить в Сангкум уже миллион кампучийцев.
Внутренняя разнородность и противоречия внутри правящей организации приводили к частой смене правительственных кабинетов. Но чаще всего их возглавлял в этот период сам Сианук (1955—1956, 1956, 1957, 1958—1960, 1961). В 1959 году была предпринята неудачная попытка правого государственного переворота со стороны Сам Сари и сторонников Кхмер Серей во главе с Сон Нгок Тханем.
Правительства партии Сангкум провели ряд реформ: ограничили ростовщичество, создали кредитные и снабженческо-сбытовые кооперативы в деревне, поощряли развитие национального частного предпринимательства при одновременном ограничении иностранного капитала. Был учреждён Национальный банк Камбоджи и введена в обращение национальная валюта. Государство выкупило у французских компаний некоторые промышленные и коммунальные предприятия. Активно развивались государственный и смешанный секторы экономики. Во внешней политике камбоджийское правительство проводило нейтралистский курс. Оно договорилось в 1955 году с США о предоставлении американской экономической и военной помощи, но отказалось войти в военный блок СЕАТО, а в 1956 году установило дипломатические отношения с СССР. Осенью 1957 Национальное собрание приняло Акт о нейтралитете.
После смерти короля Нородома Сурамарита в апреле 1960 года королевский трон формально остался не занят, а главой государства стал бывший король, принц Нородом Сианук. В последующие годы правящую партию Сангкум раздирали внутренние противоречия между левыми и правыми. Сианук фактически потерял контроль над объединением и вынужден был проводить политику примирения. Социалистические реформы не принесли желаемого успеха.

### Вторая Индокитайская война
Во время Второй Индокитайской войны силы НФОЮВ и Северного Вьетнама создали в восточных районах Камбоджи сеть базовых лагерей и складов, куда вьетнамские коммунистические войска отступали после каждого серьёзного поражения в Южном Вьетнаме. В 1966 году принц Сианук заключил с Китаем, поддерживавшим Северный Вьетнам в войне, соглашение о присутствии северовьетнамских войск в Камбодже и использовании морского порта Сиануквиль для доставки им военных материалов, что являлось нарушением нейтралитета страны. Путь, по которому осуществлялось снабжение коммунистических сил через Камбоджу, получил название «тропа Сианука».
В 1966 году в результате выборов в Национальное собрание власть перешла к правым силам во главе с генералом Лон Нолом. Одновременно оппозиция правительству, возглавляемая коммунистами, начала формирование вооружённых повстанческих отрядов (Красные Кхмеры). Таким образом, во второй половине 60-х годов 20-го века в Камбодже вновь разгорается гражданская война.
Сианук пытался лавировать между правыми и левыми силами, однако в результате не получил поддержки ни тех, ни других. В условиях ухудшающейся экономической ситуации, усугублённой засухой 1969-го года, в августе 1969 года Сианук поручил Лон Нолу сформировать «правительство спасения». Лон Нол, ориентированный на США, готовил смещение Сианука и это удалось в марте 1970, когда принц выехал на лечение. Фактически был совершён государственный переворот. Лон Нол добился того, что Национальное собрание проголосовало за смещение Сианука с поста главы государства. Лон Нол запретил партизанам НФОЮВ использовать морской порт Сиануквиль для транспортировки оружия и припасов, а от северовьетнамской армии потребовал покинуть страну. В ответ на это северовьетнамцы развернули крупное наступление против правительственных сил. К середине апреля камбоджийская армия находилась в тяжёлом положении. С этого момента гражданская война в Камбодже развернулась в полной мере. Красные Кхмеры использовали идею возвращения Сианука к власти.

#### Камбоджийская кампания
Лон Нол призвал на помощь войска Южного Вьетнама и части вооружённых сил США. 30 апреля и 1 мая 1970 года вооружённые силы США и Южного Вьетнама начали интервенцию в Камбоджу. Продвигаясь вглубь страны, они не встретили значительного сопротивления, так как основные силы северовьетнамской армии в это время вели боевые действия на западном фронте против правительственной армии Камбоджи. Были обнаружены несколько крупных базовых лагерей. В ходе этой операции американская армия захватила самые крупные трофеи за время Вьетнамской войны. Однако вторжение вызвало всплеск активности антивоенного движения в США, что вынудило Никсона вывести войска из Камбоджи к 30 июня. Южновьетнамские войска продолжали операции здесь ещё несколько месяцев. В ходе вторжения погибло более 400 американских и около 800 южновьетнамских солдат. Потери северовьетнамцев оцениваются в 13 тысяч человек убитыми и пленными.

### Режим Пол Пота
Несмотря на усилия иностранных интервентов, «красные кхмеры» под руководством Пол Пота одержали победу и в 1975 году вступили в столицу. Режим Лон Нола (Кхмерская республика) был свергнут, а сам он бежал. В течение года формально главой государства считался принц Нородом Сианук, а премьер-министром — Пенн Нут, однако оба находились под домашним арестом и политической роли не играли.
Фактически власть перешла к коммунистам-маоистам «красным кхмерам», которые установили в стране политическую диктатуру. Они объявили о начале «революционного эксперимента» для построения в Камбодже «стопроцентного коммунистического общества».
Государство Камбоджа было переименовано в Демократическую Кампучию. Год прихода к власти «красных кхмеров» был объявлен нулевым.
Была введена специфическая лексика, напоминающая новояз, литературные слова, вплоть до слов вроде «мать» или «отец», заменялись диалектными, были отменены стандартные для языков Юго-Восточной Азии формы вежливости.
Имена и портреты руководителей страны (Пол Пот — официально Брат № 1, Нуон Чеа — Брат № 2, Иенг Сари — Брат № 3, Та Мок — Брат № 4, Кхиеу Сампхан — Брат № 5) держались в тайне от населения.
Демократическая Кампучия была почти полностью изолирована от внешнего мира, полноценные дипломатические контакты поддерживались только с Китаем, Албанией и Северной Кореей, частичные — с Румынией и Францией.
Внутренняя политика «красных кхмеров» была закрытой от внешнего мира, вся сущность режима выяснилась позже. В течение пяти лет истории Демократической Кампучии нарушения прав и свобод человека, включая право на жизнь, затрагивали значительную часть населения.
В условиях Камбоджи создавалась специфическая форма «казарменного коммунизма» и «аграрного социализма», основанная на идеях Пол Пота.
На первом этапе состоялось выселение жителей городов в сельскую местность, ликвидация товарно-денежных отношений, преследование буддистских монахов и вообще полный запрет какой-либо религии, физическое уничтожение чиновников и военнослужащих прежнего режима всех уровней.
Согласно идее Пол Пота, для строительства «светлого будущего» стране был необходим «один миллион преданных людей». Таким образом, остальные шесть с лишним миллионов жителей, подлежали физическому уничтожению как «неспособные» перевоспитаться.
Все граждане были обязаны работать. Вся страна была превращена в трудовые сельскохозяйственные коммуны с 18-20-часовым рабочим днём, в которых местное бедное и среднее крестьянство и согнанные из городов люди в тяжелейших условиях занимались малоквалифицированным физическим трудом — в основном высаживанием риса. В коммунах размещали горожан, вывозимых из городов при «эвакуации в связи с угрозой американского наступления».
Обобществлённых детей изолировали в концлагеря, где им должны были привить любовь к действующему режиму и Пол Поту, а также заставить их ненавидеть своих родителей. В армию «красных кхмеров» забирали подростков — им выдавалось оружие и практически вся локальная власть оставалась за ними. Они патрулировали улицы, надзирали за работой на плантациях, жестоко пытали и уничтожали людей.
Были «отменены» (полностью уничтожены) медицина, система образования. Больницы, школы, вузы были закрыты. Были запрещены деньги, иностранные языки, иностранные книги. Было запрещено писать и читать что-либо, кроме указов и прочих документов командования. Ношение очков рассматривалось как неблагонадёжность и служило одним из пунктов обвинений вплоть до расстрелов.
Воров карали расстрелом без суда. Смертная казнь грозила и осуществлялась за малейшую провинность (например, рождение ребёнка без разрешения руководства коммуны, за «ностальгию» по дореволюционным временам, сорванный с дерева банан, собранный с поля после уборки урожая рис и т. п.), практиковался геноцид по национальным и социальным параметрам — уничтожались этнические китайцы, вьетнамцы, отдельные чамские народы, бывшие представители господствующих классов и даже имеющие высшее образование, большая часть студентов, педагогов, буддийских монахов, врачи.
В результате гражданской войны и действий режима «красных кхмеров» страна пришла в упадок. В ходе репрессий убито, по различным оценкам, от 1 до 3 миллионов человек — точную цифру назвать невозможно в связи с отсутствием переписей; по отношению числа уничтоженных к общему количеству населения режим «красных кхмеров» — один из самых жестоких режимов в истории человечества. Официальная оценка правительства и народно-революционного трибунала Народной Республики Кампучия содержит число 2,75 миллиона человек, погибших от преступлений «красных кхмеров».
Ещё в 1973 году в районах, контролируемых «красными кхмерами», начались восстания населения и поддержавших его военнослужащих, а в провинциях Ратанакири и Кахконг — восстания национальных меньшинств. В сентябре 1975 года имело место восстание в провинции Сиемреап, в январе 1976 года — мятеж во главе с министром информации Ху Нимом, в 1977 году — в дивизии, на которую была возложена охрана Пномпеня (заместитель начальника генштаба Ча Край был расстрелян, три других руководителя восстания заживо сожжены на столичном стадионе). Примерно тогда же восставали 2 уезда в провинции Кампонгтхом — восстание было подавлено, в том числе, при помощи авиационных бомбардировок; был раскрыт заговор в Пономпене. В 1978 г. имели место восстания в провинциях Кратьэх (апрель 1978), Свайриенг, Прейвэнг и Кампонгтям (все три — в мае 1978).

### Война с Вьетнамом
В 1978 г. экономика страны была полностью истощена, и Пол Пот развязал войну с Вьетнамом. Однако его армия быстро потерпела поражение, причем не только из-за военного перевеса вьетнамских войск, а также потому, что на сторону вьетнамцев практически сразу же начали переходить большие группы «красных кхмеров», недовольных репрессиями. В результате 7 января 1979 г. вьетнамские войска вошли в Пномпень и оккупировали большую часть территории страны. Красные Кхмеры сохранили за собой контроль ряда западных территорий.

### Народная республика Кампучия
На территории, подконтрольной вьетнамской армии, власть была передана Народно-революционному совету Народно-революционной партии Кампучии во главе с Хенг Самрином. При этом сама страна была переименована в Народную республику Кампучия. Согласно конституции 1981 года, высшим органом государственной власти стал Государственный совет под председательством Хенг Самрина, который назначал Совет министров.
Первые два года в стране был массовый голод, вызванный полным разрушением инфраструктуры страны при Пол Поте. Администрация Хенг Самрина предприняла меры по преодолению последствий режима Пол Пота: постепенно восстанавливались города, промышленные предприятия, была восстановлена денежная система, осуществлены реформы в сельском хозяйстве. Также были восстановлены институты буддизма.
Однако провьетнамский характер политики режима Хенг Самрина не способствовал национальному единению. ООН отказалась признавать его правительство; место в ООН по-прежнему занимали «красные кхмеры». В их рядах национально-освободительные настроения восторжествовали над марксистскими, и уже в 1981 году Пол Пот был частично устранён от руководства, Коммунистическая партия Камбоджи была распущена, а на её основе создана Партия Демократической Кампучии под номинальным руководством Кхиеу Самфана (реально во главе «красных кхмеров» оставался Пол Пот). Партия заявила о своем отказе от марксизма-ленинизма, признала принципы рыночной экономики и попросила прощения за репрессии, осуществлённые в период правления «красных кхмеров».
В июне 1982 Партия Демократической Кампучии, сторонники принца Сианука (ФУНСИНПЕК) и приверженцы Сон Санна (Национальный фронт освобождения кхмерского народа) образовали Коалиционное правительство Демократической Кампучии, получившее официальное признание ООН. Сианук был объявлен президентом Демократической Кампучии, Сон Санн — премьер-министром, Кхиеу Самфан — министром иностранных дел. Были объединены и скоординированы военные усилия полпотовской Национальной армии Демократической Кампучии (командующий — Сон Сен), сиануковской Национальной армии сианукистов (командующий — Нородом Ранарит) и сонсанновских Вооружённых сил национального освобождения кхмерского народа (командующие — Дьен Дель, Сак Сутсакан). При этом в военном отношении в коалиции однозначно доминировали «красные кхмеры». Сторонники Сон Санна были значительно слабее, сторонники Сианука располагали формированиями скорее символического свойства.
В 1985 году при содействии Вьетнама, СССР и других социалистических стран началось выполнение плана по ликвидации неграмотности (к началу 1985-1986 учебного года были подготовлены 46 тыс. учителей, занятия в школах посещали 1,7 млн. школьников - 90% детей школьного возраста в стране).

### Снова Камбоджа
В 1987 правительство Народной Республики Кампучия во главе с Хун Сеном было вынуждено согласиться на диалог с оппозицией, вывод вьетнамских войск и проведение свободных выборов под контролем ООН. В апреле 1989 страна была переименована в Государство Камбоджа, в июле Национальное собрание в Пномпене одобрило декларацию о постоянном нейтралитете страны, и к концу сентября 1989 из неё были выведены вьетнамские войска.
23 октября 1991 на Международной конференции по Камбодже в Париже были подписаны Соглашение о всеобъемлющем политическом урегулировании камбоджийского конфликта, Соглашение, касающееся суверенитета, независимости, территориальной целостности и неприкосновенности, нейтралитета и национального единства, а также Декларация о восстановлении и реконструкции. С ноября того же года в стране осуществлялась миротворческая операция ООН, которую координировал Временный орган ООН в Камбодже . На период её проведения высшим органом власти в стране являлся Высший национальный совет, чья деятельность регламентировалась Парижскими соглашениями. В него вошли 6 представителей Государства и по 2 представителя от «красных кхмеров», сторонников Сианука и Сон Санна. Одновременно оба лагеря сохраняли до проведения всеобщих выборов собственные органы власти.
В мае 1993 под международным наблюдением и контролем ООН в Камбодже были проведены многопартийные выборы в Конституционное собрание. В них приняли участие основные политические группировки и течения, за исключением Красных кхмеров. Победу одержали сторонники Сианука, объединённые в ФУНСИНПЕК. Второе место заняла Народная партия Камбоджи во главе с Хун Сеном, представлявшая прежний режим. В парламент прошла также Буддистская либерально-демократическая партия, созданная Сон Санном и его сторонниками.

### Королевство Камбоджа
21 сентября 1993 Конституционное собрание приняло новую конституцию страны. В соответствии с ней, Королевство Камбоджа становилась конституционной монархией с многопартийной системой. 24 сентября 1993 года Нородом Сианук официально вернулся на королевский трон. В октябре 1993 года было сформировано коалиционное правительство ФУНСИНПЕК и НПК, в котором сын короля Сианука Нородом Ранарит занял пост первого премьер-министра, а Хун Сен — второго.
Красные кхмеры, по-прежнему контролировавшие значительную часть территории и обладавшие значительными вооружёнными силами, заявили о признании Сианука королём, но не признали конституцию в полной мере. С начала 1994 между ними и правительственными войсками вновь развернулись бои. В июле 1994 года Национальное собрание объявило Красных кхмеров вне закона. Тогда же состоялась неудачная попытка государственного переворота, организованная бывшим министром внутренних дел Син Сонгом и сыном Сианука — принцем Нородомом Чакрапонгом.
Положение правительства стало укрепляться с 1996 года, после того, как в лагере Красных кхмеров наметился раскол: один из бывших соратников Пол Пота Иенг Сари со своими сторонниками прекратили вооружённую борьбу и создали новую партию — Движение демократического национального союза, которая заключила мирное соглашение с правительством. В конце того же года тысячи бойцов Красных кхмеров стали переходить на сторону правительственной армии. Лидеры Красных Кхмеров, под давлением обстоятельств в июле 1997 были вынуждены приговорить Пол Пота к пожизненному аресту. Но это не способствовало их легитимации, а лишь усилило раскол. В декабре 1998 года последние боевики Красных кхмеров сложили оружие. Многолетняя гражданская война была окончена. Однако, западные области страны на границе с Таиландом продолжал контролировать бывший соратник Пол Пота, Иенг Сари, подписавший перемирие с правительством Хун Сена.
Одновременно с постепенным затуханием войны с «красными кхмерами» происходило быстрое ухудшение отношений между НПК и ФУНСИНПЕК, партиями, составляющими коалиционное правительство. В начале июля 1997 года, когда Ранарит и король находились за границей, Хун Сен в результате кровопролитных боёв и расправ с деятелями ФУНСИНПЕК отстранил Ранарита от власти, обвинив его в сотрудничестве с «красными кхмерами» и подготовке гражданской войны. В это время смещённый премьер-министр и король находились за границей. Первым премьер-министром был назначен занимавший до этого пост министра иностранных дел Унг Хуот из ФУНСИНПЕК, однако реальной властью обладал Хун Сен.
Переворот Хун Сена был осуждён мировым сообществом, было отложено вступление Камбоджи в Ассоциацию стран Юго-Восточной Азии, предоставление международной помощи Камбодже было приостановлено.
В отдельных районах Камбоджи начались вооружённые столкновения, но армия, существенно превосходящая все группировки повстанцев по численности, быстро разгромила их. Король вернулся в страну. При этом он не согласился отречься от престола, как предлагал Хун Сен.
В феврале 1998 года, по плану, предложенному Японией, Хун Сен и Ранарит призвали силы, поддерживающие их, прекратить огонь. В марте 1998 г. после суда Ранарит был помилован королём, возвратился в Пномпень и вновь встал во главе ФУНСИНПЕК, обязавшись прекратить всякие переговоры с «красными кхмерами».
24 ноября 2000 года антикоммунистическая повстанческая организация Бойцы за свободу Камбоджи во главе с Ясит Чхуном предприняла попытку вооружённого переворота. Акция была подавлена правительственными силами после часового боя в Пномпене.
7 октября 2004 король Нородом Сианук отрёкся от престола, а 14 октября 2004 Королевским советом Камбоджи был провозглашён новый король — Нородом Сиамони.
28 июля 2013 года в Камбодже состоялись очередные парламентские выборы. Было объявлено о победе правящей Народной партии, но оппозиционная Партия национального спасения Камбоджи добилась крупного успеха, получив почти 45 % голосов. Оппозиция не признала итоги голосования, объявив их фальсифицированными. С июля 2013 по июль 2014 Пномпень был охвачен массовыми антиправительственными выступлениями.